# Rhododendron lochae
Rhododendron lochae är en ljungväxtart som beskrevs av Ferdinand von Mueller. Rhododendron lochae ingår i släktet rododendron, och familjen ljungväxter. Inga underarter finns listade i Catalogue of Life.